# Société de biologie de Montréal
La Société de biologie de Montréal, fondée en 1922, est un organisme sans but lucratif regroupant des personnes intéressées à la biologie et aux sciences naturelles. Elle a pour mission de faire découvrir et aimer la nature au grand public à travers des activités de vulgarisation scientifique et d'excursions. Il s'agit du plus vieil organisme de loisir scientifique au Québec.

## Historique

### Fondation et objectifs initiaux
La Société de biologie de Montréal a été fondée le 16 février 1922 grâce à une collaboration entre les professeurs de la Faculté de Médecine et de la Faculté des sciences, dont notamment Louis-Janvier Dalbis, professeur d'histologie et de biologie. Il était accompagné par différents médecins et professeurs de l'Université de Montréal ainsi que le frère Marie-Victorin,.
La Société de biologie de Montréal joue un rôle central dans l'éveil scientifique de la société canadienne-française, en particulier dans le domaine des sciences naturelles. Il s'agit de la première société savante du Canada français,.  

### Débuts de la société (1922-1935)
La première séance publique de la Société de biologie de Montréal a lieu le 2 mars 1922. Quelques semaines plus tard, le 28 mars 1922, les statuts de l'organisation sont adoptés. Ils ont été rédigés par une commission composée de sept membres, parmi lesquels figure le frère Marie-Victorin. Le 11 avril 1922, le premier bureau de direction est officiellement élu. Un an après sa création, en 1923, la Société compte déjà 72 membres.
À ses débuts, la Société organise principalement des conférences s'adressant à un public de scientifiques, avec une ouverture encore limitée au grand public. Dès sa fondation, la Société avait pour but l'étude et la vulgarisation des sciences biologiques, le développement des travaux de recherche et la création de liens entre les biologistes canadiens et à l'international,.
Au printemps 1923, face au grand nombre d'associations et de groupes scientifiques qui se créaient, Léo Pariseau propose que la Société de biologie prenne les devants pour les rassembler en fondant une "Société canadienne pour l'avancement des sciences". Le 15 juin, les fondateurs de la Société de biologie de Montréal réunissent une vingtaine de représentants de diverses sociétés savantes afin de fonder l'Association canadienne-française pour l'avancement des sciences (ACFAS),. 
La SBM joue ainsi un rôle structurant dans l'organisation du milieu scientifique francophone au Québec. Elle constitue également un lieu d'échanges pour les scientifiques et participe activement à la diffusion des connaissances en biologie. La même année, la SBM s'affilie à la Société de biologie de Paris dans le but de tisser des liens avec la communauté des biologistes français.
En raisons de sa relation de plus en plus tendue avec Marie-Victorin, Louis-Janvier Dalbis démissionne de la Société de biologie de Montréal en décembre 1924.
À la fin de 1924, le conseil d'administration confie à l'ACFAS la responsabilité des conférences de vulgarisation, marquant l'arrêt des activités publiques dela SBM pour plusieurs années. Celle-ci se recentre alors sur des séances privées, réservées à ses membres, axées sur la présentation de communications techniques et le partage de résultats de recherche.

### Second souffle pour la Société (1935 - aujourd'hui)
Entre 1927 et 1935, la Société connaît une période d'inactivité, avant d'être relancée par Jacques Rousseau. La reprise des activités s'accompagne d'une réorientation: les travaux présentés doivent désormais être soumis à l'examen critique d'un comité scientifique chargé d'évaluer les communications.
Dans le cadre de cette relance, Georges Préfontaine met en place des conférences publiques hebdomadaires intitulées L'heure de la biologie, qui connaissent un vif succès pendant plusieurs années. Bien que les activités de la SBM demeurent en grande partie académiques, elles s'ouvrent progressivement à un plus large public à partir des années 1940. La Société organise notamment, de 1941 à 1948, des déjeuners-causeries à l'Université de Montréal, et lance en 1953 le Bulletin de nouvelles de la Société de Biologie de Montréal. En 1959, elle inaugure également une série de projections de films documentaires scientifiques, Ciné-biologie, en collaboration avec des étudiants de l'Université de Montréal.
À partir des années 1960, la Société de biologie de Montréal se tourne plus concrètement vers le grand public. La Société organise des sorties, des visites et des excursions, en plus de transitionner vers une organisation plus ouverte et engagée dans la vulgarisation scientifique afin de susciter des vocations scientifiques chez les jeunes francophones.
L’organisme est incorporé en 1970.
En 1972, Fernand Seguin donne une conférence à l'occasion du cinquantenaire de la Société.
Depuis 2018, la Société est partenaire du Département des sciences biologiques et la Faculté des sciences de l'Université du Québec à Montréal.

## Impacts et influence sur les milieux scientifiques

### Pour l'avancement de la communauté scientifique canadienne-française
La Société a joué un rôle majeur dans l'essor du milieu scientifique canadien-français, favorisant la recherche et la diffusion des connaissances,. Ses conférences de vulgarisation scientifique et la publication de résumés dans les journaux locaux ont inspiré l'ACFAS dans sa mission de faire découvrir les sciences au public et d'encourager les vocations scientifiques.

### Partenariats
Depuis 2018, la Société de biologie de Montréal est partenaire du Département des sciences biologiques et de la Faculté des sciences de l'Université du Québec à Montréal.
La SBM entretient un partenariat avec l'Association des entomologistes amateurs du Québec (AEAQ). Cette collaboration permet aux deux organismes d'élargir et de diversifier leurs activités respectives.

### Ornithologie
La Société de biologie de Montréal a beaucoup contribué à l'avancement de l'ornithologie au Québec. Aujourd’hui, la majorité de ses activités sont en lien avec l'ornithologie.
En 2022, pour souligner son 100e anniversaire, la Société a fait un don de 18 nichoirs au Jardin botanique de Montréal.
En 2023, 177 espèces d'oiseaux sont observés par des membres de la Société dans le cadre des sorties d'observation des oiseaux. Ces données sont compilées sur la plateforme de science participative eBird.

## Publications
Les communications de la SBM sont d'abord publiées dans le périodique Comptes rendus de la Société de biologie de Paris, puis, à partir de 1941, dans  la Revue canadienne de biologie, une publication bilingue des Presses de l'Université de Montréal. Dès sa première publication, le comité de publication de la revue était composé de plusieurs hommes influents du domaine en Amérique du Nord, ainsi qu'en Angleterre et en Amérique du Sud. En 1981, cette revue devient la Revue canadienne de biologie expérimentale et est publiée jusqu'en 1985.
La Société publie, chaque trimestre depuis janvier 1973, son bulletin d'information Bio-nouvelles. Elle a également créée, en 1980, la revue Biosphère.